# Prothemus monochrous
Prothemus monochrous is een keversoort uit de familie soldaatjes (Cantharidae). De wetenschappelijke naam van de soort werd in 1900 gepubliceerd door Léon Marc Herminie Fairmaire, 189.